# Barbus boboi
 Barbus boboi és una espècie de peix cipriniforme de la família dels ciprínids.

## Morfologia
Els mascles poden assolir els 5,2 cm de longitud total.

## Distribució geogràfica
Es troba a Libèria.